# Ökördi - erdőtelek - keceli lápok
Ökördi - erdőtelek - keceli lápok este o arie protejată (arie specială de conservare — SAC, sit de importanță comunitară — SCI) din Ungaria întinsă pe o suprafață de 2.517,88 ha, integral pe uscat.

## Localizare
Centrul sitului Ökördi - erdőtelek - keceli lápok este situat la coordonatele 46°36′47″N 19°11′24″E / 46.613056°N 19.19°E.

## Înființare
Situl Ökördi - erdőtelek - keceli lápok a fost declarat sit de importanță comunitară în mai 2004 pentru a proteja 1 specie de plante și 12 specii de animale. Situl a fost protejat și ca arie specială de conservare în februarie 2010.

## Biodiversitate
Situată în ecoregiunea panonică, aria protejată conține 4 habitate naturale: Pajiști aluvionare inundabile, de Cnidion dubii, Lacuri eutrofice naturale cu vegetație de tip Magnopotamion sau Hydrocharition, Pajiști cu Molinia pe soluri calcaroase, turboase sau argilos-nămoloase (Molinion caeruleae), Păduri aluvionare cu Alnus glutinosa și Fraxinus excelsior (Alno-Padion, Alnion incanae, Salicion albae).
La baza desemnării sitului se află mai multe specii protejate:
- plante (1): Cirsium brachycephalum
- amfibieni (2): buhai de baltă cu burta roșie (Bombina bombina), triton cu creastă dobrogean (Triturus dobrogicus)
- mamifere (1): vidră de râu (Lutra lutra)
- nevertebrate (4): Anisus vorticulus, fluturele purpuriu (Lycaena dispar), Maculinea teleius, Vertigo angustior
- pești (4): zvârluga (Cobitis taenia), țipar (Misgurnus fossilis), boarță (Rhodeus sericeus amarus), țigănuș (Umbra krameri)
- reptile (1): țestoasa de baltă (Emys orbicularis)

Pe lângă speciile protejate, pe teritoriul sitului au mai fost identificate 16 specii de plante, 11 specii de păsări, 4 specii de amfibieni, 5 specii de nevertebrate, 2 specii de reptile.